# Denver
Denver è una città degli Stati Uniti d'America, capitale e principale città dello Stato federato del Colorado. Sorge sopra un altopiano appena a est del Front Range delle Montagne Rocciose, che offrono una visione di grande bellezza a chi, dalla città, guarda verso ovest. Il distretto centrale è sulla riva est del fiume South Platte, vicino alla confluenza di quest'ultimo con il Cherry Creek. Denver è una città consolidata: le autorità municipali svolgono sia le funzioni cittadine sia quelle di contea, da qui deriva il nome ufficiale di City and County of Denver, riportato anche sullo stemma cittadino.
Secondo l'ultimo censimento (2020) la popolazione cittadina ammonta a 715 522 abitanti. Denver è, così, la diciannovesima città degli Stati Uniti e la quinta capitale di stato USA per popolazione. La città è il cuore dell'area metropolitana Denver-Aurora-Lakewood, la cui popolazione risulta di circa 3 623 560 abitanti nel 2020, con un incremento dell'11% dall'ultimo censimento del 2010.
È conosciuta come Mile-High City, perché la sua altitudine ufficiale sul livello del mare, misurata sul quindicesimo gradino del Colorado State Capitol, ammonta a 1 609 metri (5 280 piedi), ossia a un miglio terrestre. Una fila di sedili sugli spalti del Coors Field, dove gioca la squadra di baseball dei Colorado Rockies, è dipinta di viola (uno dei colori del team), per indicare che quel punto ha un'altitudine sopra il livello del mare di un miglio. Lo stadio dove giocano i Denver Broncos in NFL è popolarmente chiamato Mile High anche perché costruito sullo spazio dov'era presente un impianto con tale nome. All'Aeroporto Internazionale di Denver l'altitudine misurata è, peraltro, di 1 655 metri.
Storicamente è stata anche conosciuta come Queen City of the Plains, stante la sua importanza nell'economia agricola delle regioni circostanti. Nel 2016 Denver è stata nominata da "U.S. News & World Report" la miglior città in cui vivere negli Stati Uniti.

## Storia

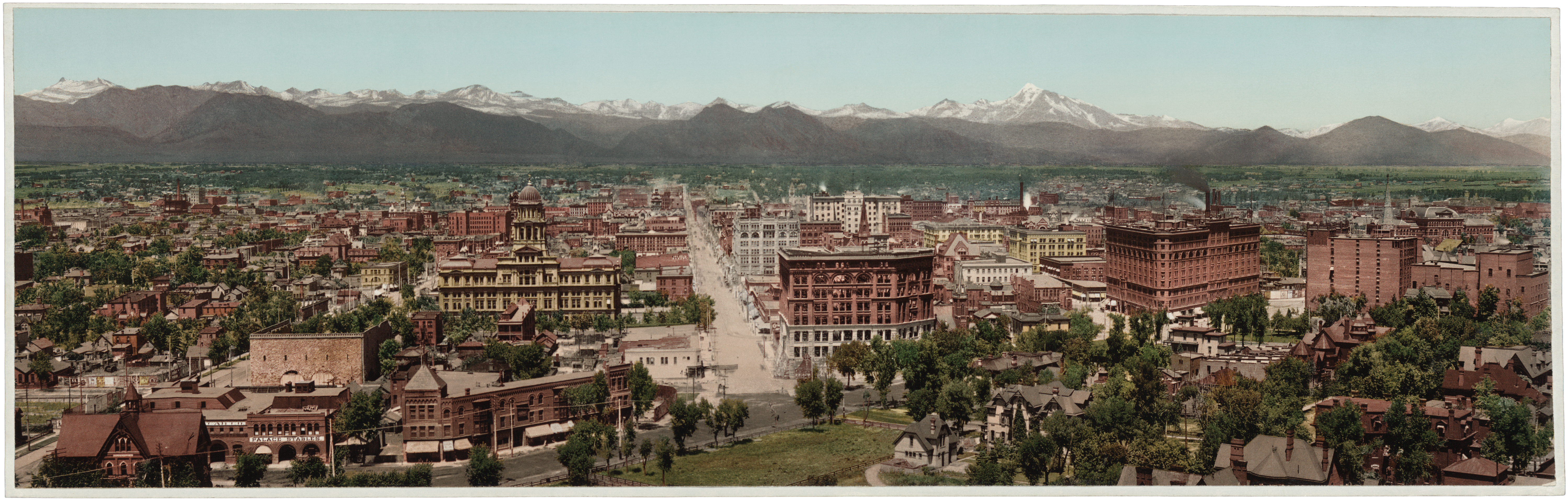
Il panorama di Denver nel 1898

La città di Denver è stata fondata nel novembre del 1858 in veste di città mineraria, durante la Pike Peak Gold Rush nella parte occidentale del Kansas Territory, una corsa all'oro verso la costa occidentale degli Stati Uniti. Il primo insediamento, tuttavia, risale all'estate dello stesso anno, quando un gruppo di cercatori d'oro da Lawrence (Kansas), giunse in prossimità del luogo e stabilì Montana City lungo le rive del South Platte River. Questo è stato il primo insediamento di quella che sarebbe poi diventata la città di Denver. Il sito tuttavia svanì rapidamente, ed entro l'estate del 1859 fu abbandonato in favore di Auraria (dal nome della città mineraria dell'oro di Auraria, Georgia) e St. Charles City.
Il 22 novembre 1858, il generale William Larimer, uno speculatore di terreni proveniente dal Kansas Territory, piazzò dei tronchi di pioppo per rivendicare una quota sul promontorio che domina la confluenza del South Platte River e Cherry Creek, attraverso il torrente dall'insediamento minerario di Auraria e sul sito di St. Charles City. Larimer chiamò il primo nucleo urbano Denver City, per ingraziarsi James William Denver, il governatore del Kansas. Larimer sperava che il nome della città avrebbe potuto contribuire a rendere il capoluogo della contea di Arapaho County, ma a sua insaputa il governatore Denver aveva già rassegnato le dimissioni dalla carica. Il luogo era accessibile ai sentieri preesistenti e fu attraverso il South Platte River dal sito di accampamenti stagionali di Cheyenne e Arapaho. Il luogo di queste prime città è diventato sede di Confluence Park nel centro di Denver.
Larimer, insieme con i soci della St. Charles City Land Company, vendette degli appezzamenti di terreno a mercanti e minatori, con l'intenzione di creare una grande città che potesse soddisfare i nuovi emigranti. Denver City divenne una città di frontiera, con un'economia basata sulla fornitura ai minatori locali di gioco d'azzardo, saloon, bestiame e merci di scambio. Nei primi anni, gli appezzamenti erano spesso scambiati per grubstakes (sussidi forniti ai minatori in cambio di una parte dei minerali scoperti). Nel maggio del 1859, i residenti di Denver Città donarono 53 lotti al Leavenworth & Pike Peak Express, al fine di garantire la prima rotta carro terra della regione. Offrendo un servizio giornaliero per "passeggeri, posta, merci e oro", l'Express raggiungeva Denver su un sentiero che tagliava il tempo di viaggio verso ovest da dodici giorni a sei. Nel 1863 la Western Union favorì la supremazia di Denver sulla regione, scegliendola come capolinea locale.
Il Colorado Territory fu creato il 28 febbraio 1861, Arapahoe County fu costituita il 1º novembre 1861 e Denver City fu costituita il 7 novembre 1861, mentre nel 1867 divenne la capitale territoriale. Con la sua ritrovata importanza, Denver City accorciò ben presto il suo nome a Denver. Il 1º agosto 1876, il Colorado - e dunque anche Denver - fu riconosciuto uno degli Stati Uniti.

## Geografia fisica

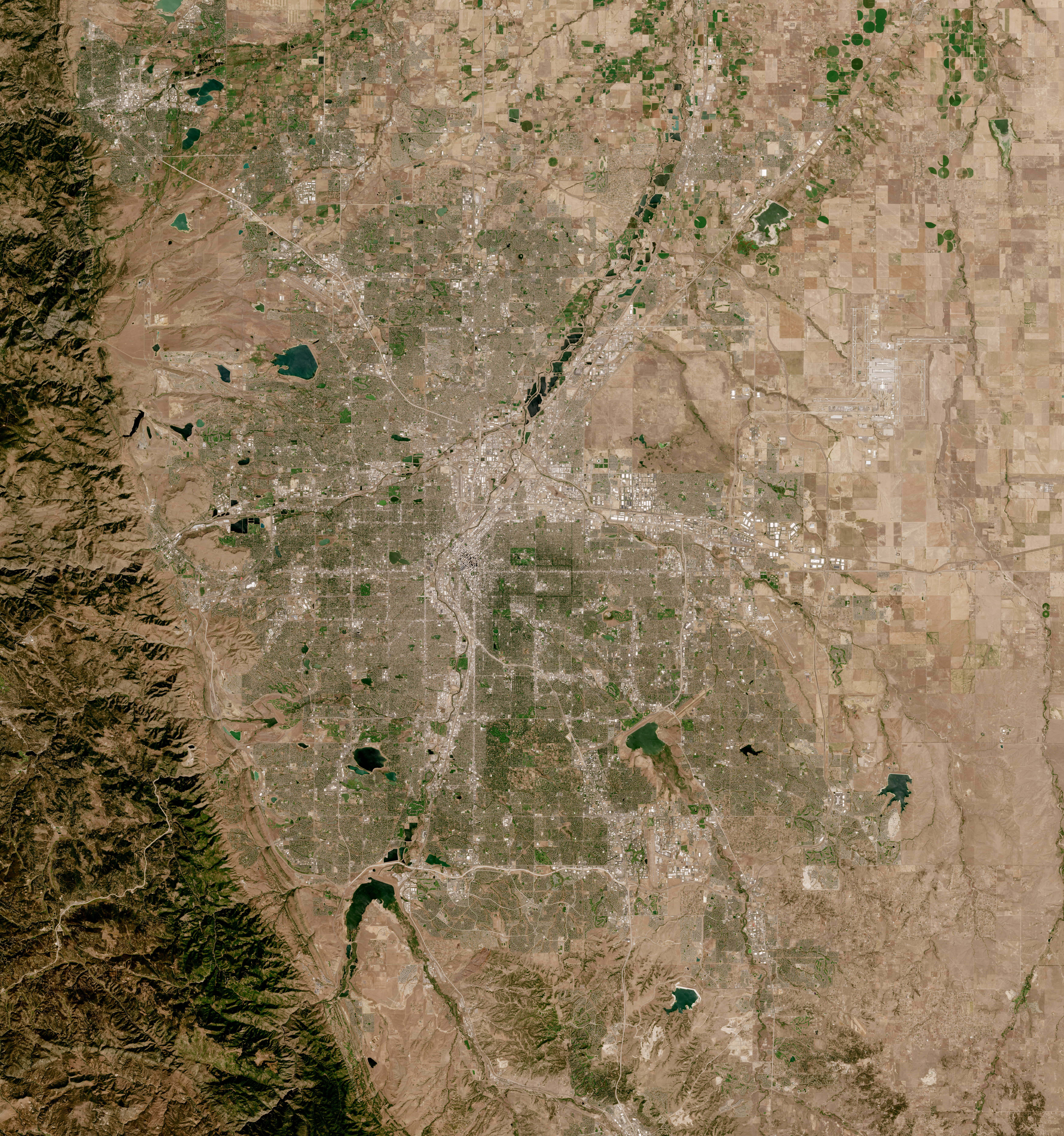
Foto satellitare di Denver

Denver si trova nel centro del Front Range Urban Corridor, tra le Montagne Rocciose a ovest e le alte pianure a est. La topografia di Denver è costituita da pianure nel centro della città con le zone collinari a nord, ovest e sud. Secondo lo United States Census Bureau, la città ha una superficie totale di oltre 155 miglia quadrate (401 km²), di cui oltre il 98% sono terrestri e il restante 2% riguarda corsi d'acqua. La città e la contea di Denver sono circondate soltanto da altre tre province: Adams County a nord e a est, Arapahoe County a sud e a est, Jefferson County a ovest.

Anche se il soprannome di Denver è "Mile-High City" (città alta un miglio), dato che la sua altezza ufficiale è di un miglio sopra il livello del mare, definito da un punto di riferimento sui gradini del palazzo State Capitol, l'elevazione di tutta la città va dai 5 130 ai 5 690 piedi (quindi dai 1 560 ai 1730 m circa). Secondo il Geographic Names Information System (GNIS) e il National Elevation Dataset, l'elevazione della città è mediamente di 5 278 piedi (1609 m), dato che ritroviamo anche su vari siti web come quelli meteorologici.

Panorama di Denver visto dal Museo di Scienza e Natura

### Quartieri di Denver

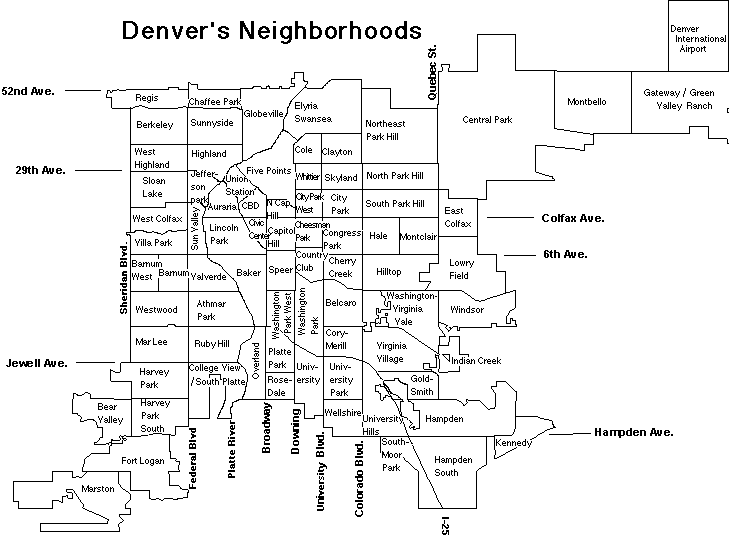
Carta dei quartieri di Denver

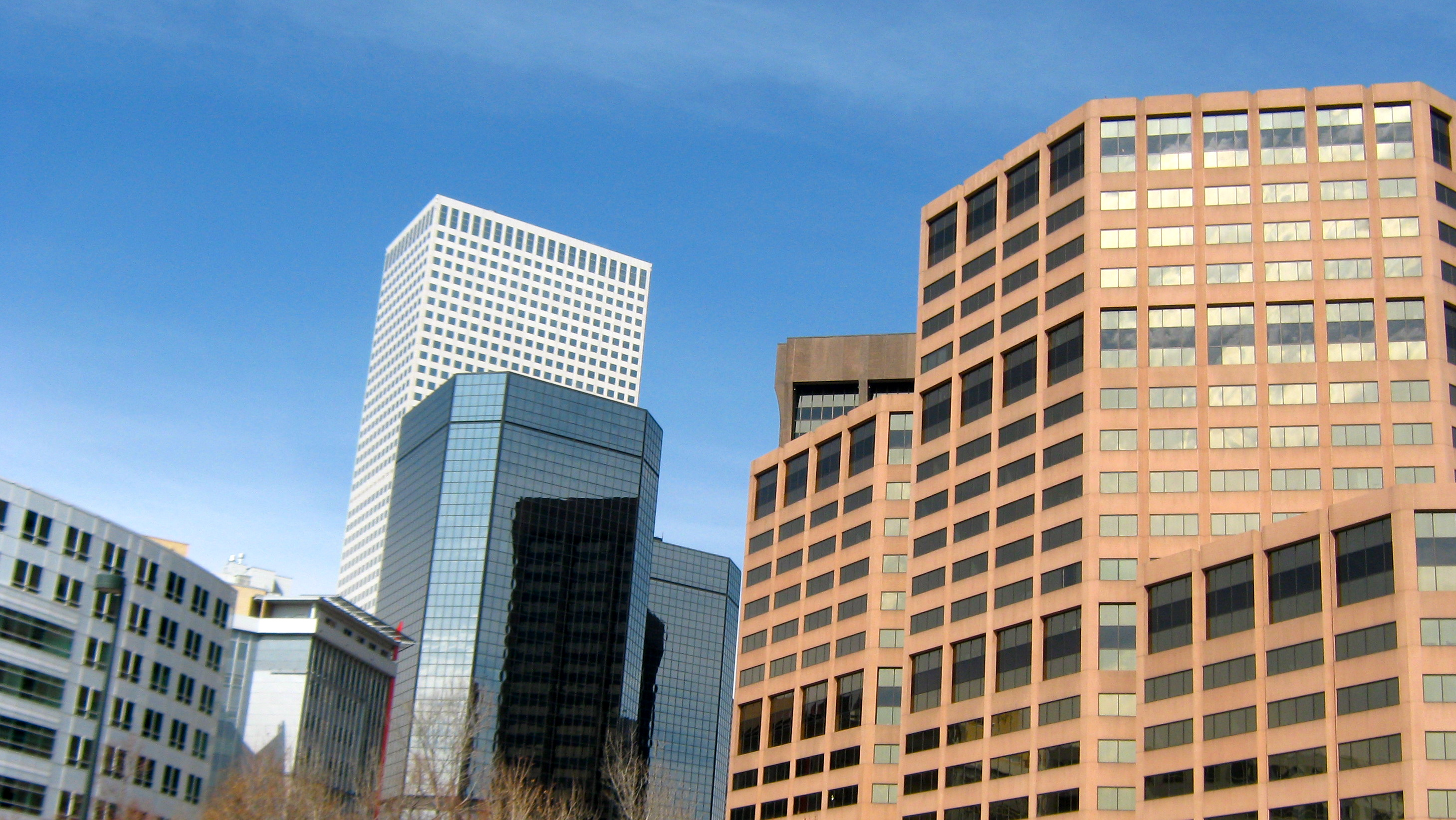
Downtown Denver

A partire da gennaio 2013, la città e la contea di Denver hanno definito 78 quartieri ufficiali che i gruppi della città e delle varie comunità locali utilizzano per la pianificazione e la gestione degli edifici. Anche se la delineazione della città dei confini di quartiere è un po' arbitraria, corrisponde grosso modo alle definizioni utilizzate dai residenti. Questi "quartieri" non devono essere confusi con altre città o con le periferie, le quali possono essere entità distinte all'interno dell'area metropolitana.
Il carattere dei quartieri varia notevolmente da uno all'altro e comprende di tutto, dai grandi grattacieli alle case dell'Ottocento e quelle in stile moderno, suburbane. In generale, i quartieri più vicini al centro della città sono più densi, più vecchi e contengono più mattoni in veste di materiale da costruzione. Molti quartieri distanti dal centro della città sono stati sviluppati dopo la seconda guerra mondiale e sono costruiti con materiali più moderni e stili innovativi. Alcuni dei quartieri ancora più lontani dal centro della città, o insiemi ristrutturati, hanno caratteristiche molto extraurbane o rappresentano nuovi sviluppi urbanistici che tentano di ricreare l'atmosfera dei quartieri più vecchi. La maggior parte dei quartieri contengono parchi o altre caratteristiche che sono il punto focale per quella determinata zona.
Denver non ha grandi denominazioni dei suoi quartieri, a differenza di Chicago, che ha grandi aree che ospitano i quartieri (ad esempio, Northwest Side). I residenti di Denver usano i termini "nord" "sud" "est" e "ovest" liberamente, motivo per cui la denominazione dei luoghi cittadini risulta più ardua.
Denver ha anche un certo numero di quartieri che non rientra nei confini amministrativi. I quartieri non amministrativi ben noti includono la zona storica LoDo (abbreviazione di "Downtown Lower"), in zona Union Station; Uptown, a cavallo tra North Capitol Hill e Città Park West; Curtis Park, parte del quartiere di Five Points; Alamo Placita, la parte settentrionale del quartiere Speer; Park Hill, un esempio riuscito di integrazione multietnica intenzionale; e Golden Triangle, nel Centro Civico.

### Contee e comuni nei dintorni di Denver
|                                                                                               | Nord: Contea di Adams, Commerce City, Thornton, Westminster                                                       |                                             |
| Ovest: Contea di Jefferson, Wheat Ridge, Lakeside, Mountain View, Edgewater, Lakewood, Arvada | Denver Enclave: Contea di Arapahoe, Glendale                                                                      | Contea di Adams Est: Aurora Arapahoe County |
|                                                                                               | Sud: Contea di Arapahoe, Bow Mar, Littleton, Sheridan, Englewood, Cherry Hills Village, Greenwood Village, Aurora |                                             |

### Clima

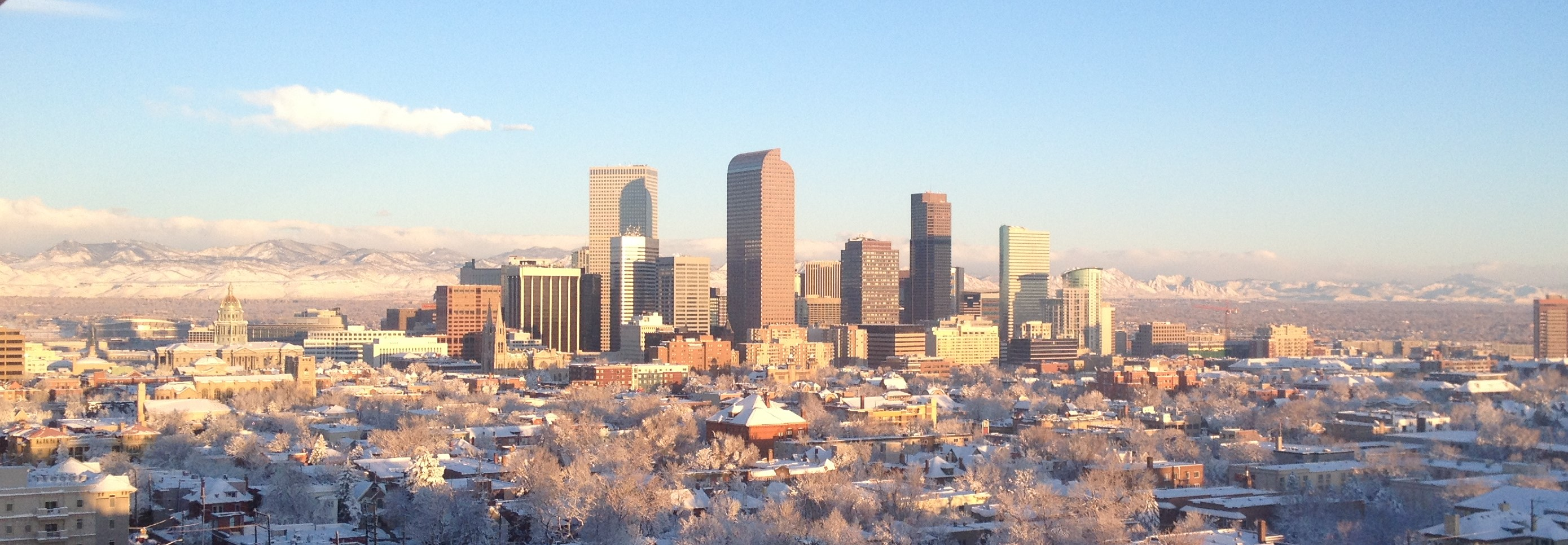
Il centro della città dopo una nevicata nel marzo 2016

Denver si trova all'interno della zona climatica continentale e semi-arida degli Stati Uniti. Ha quattro stagioni distinte e riceve una modesta quantità di precipitazioni diffuse durante l'anno. Grazie alla sua posizione nell'entroterra sulla High Plains, ai piedi delle Montagne Rocciose, Denver, come tutte le città lungo il bordo orientale delle Rocky Mountains, è soggetta ai cambiamenti repentini del tempo. Il clima è molto soleggiato, con una media di 3 106 ore diurne soleggiate corrispondenti a 300 giorni di sole all'anno. Luglio è il mese più caldo, con una temperatura media giornaliera di 74,2 °F (23,4 °C). Le estati presentano leggere ondate di calore miste a caldo intenso con occasionali temporali pomeridiani e temperature elevate che raggiungono 90 °F (32 °C) su 38 giorni all'anno e, occasionalmente, 100 °F (38 °C). Dicembre, il mese più freddo dell'anno, ha una temperatura media giornaliera di 29,9 °F (−1,2 °C). Gli inverni vanno da una brezza fredda a un gelo pungente, con periodi di neve; le basse temperature si alternano a periodi di clima mite. In inverno il termometro può occasionalmente raggiungere 65 °F (18 °C) e può anche a volte non raggiungere lo 0 °F (−18 °C). La città è tra le più "nevose" del paese, infatti sono comuni nevicate già nel tardo autunno, inverno e inizio primavera, con una media di 53,5 pollici (136 cm) per il periodo 1981-2010. Gli estremi nella misurazione delle temperature li troviamo a −29 °F (−34 °C) registrati il 9 gennaio 1875 fino a 105 °F (41 °C), registrati il 25 e 26 giugno 2012. Le trombe d'aria sono rare a Denver, anche se il 15 giugno 1988 un tornado di categoria 3 ha colpito il centro cittadino. A ogni modo, di tanto in tanto alla periferia di Denver e nelle aree urbane circostanti nonché presso l'aeroporto cittadino, è possibile osservare alcuni piccoli tornado nei mesi primaverili ed estivi, specialmente a giugno.
| Mese                                           | Gennaio | Febbraio | Marzo | Aprile | Maggio | Giugno | Luglio | Agosto | Settembre | Ottobre | Novembre | Dicembre | Anno       |
| ---------------------------------------------- | ------- | -------- | ----- | ------ | ------ | ------ | ------ | ------ | --------- | ------- | -------- | -------- | ---------- |
| Record delle massime temperature (°C)          | 24      | 25       | 29    | 32     | 35     | 40     | 41     | 41     | 36        | 32      | 27       | 26       | 41         |
| Media delle massime temperature (°C)           | 6       | 8        | 12    | 16     | 22     | 28     | 31     | 30     | 25        | 19      | 11       | 7        | 18         |
| Media delle minime temperature (°C)            | -9      | -7       | -4    | 1      | 7      | 12     | 15     | 14     | 8         | 2       | -4       | -9       | 2          |
| Record delle minime temperature (°C)           | -34     | -32      | -24   | -19    | -7     | -1     | 6      | 4      | -8        | -19     | -28      | -32      | -34 (1875) |
| Media mensile delle precipitazioni (mm)        | 13      | 12,4     | 32,5  | 49     | 58,9   | 39,6   | 54,9   | 46,2   | 29        | 35,1    | 24,9     | 16       | 411,5      |
| Media mensile delle precipitazioni nevose (cm) | 19,6    | 16       | 29,7  | 23,1   | 3,3    | 0      | 0      | 0      | 5,3       | 10,4    | 27,2     | 22,1     | 156,7      |

## Società

### Evoluzione demografica

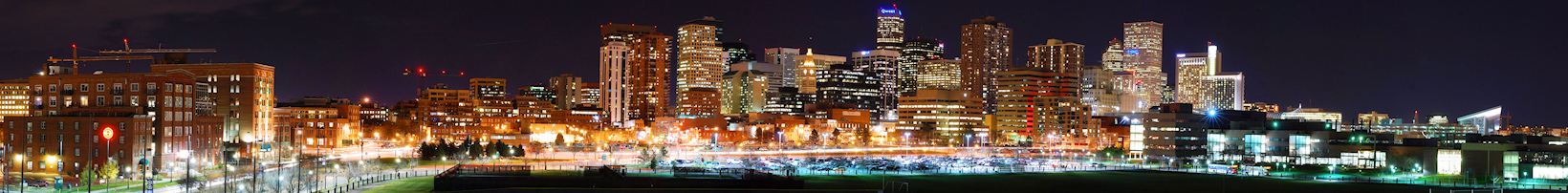
Il panorama di Downtown Denver, 2007

Secondo i dati del 2020, Denver ha 715 522 abitanti.

### Lingue e dialetti
Secondo un'indagine del 2010, il 72,28% (386 815 persone) dei residenti di Denver parla solo inglese a casa, mentre il 21,42% (114 365) parla anche o soltanto spagnolo, lo 0,85% il vietnamita, lo 0,57% (3 073) parla lingue africane, lo 0,53% (2 845) il russo, lo 0,50% (2 681) il cinese, lo 0,47% (2 527) il francese e infine il tedesco è parlato dallo 0,46% (2 465) della popolazione.
In conclusione, il 27,72% circa degli abitanti di Denver parla un'altra lingua oltre all'inglese.

## Economia

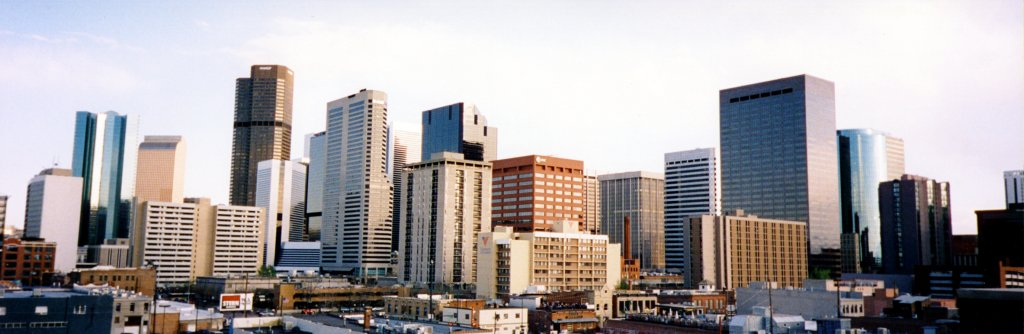
Il centro finanziario di Denver

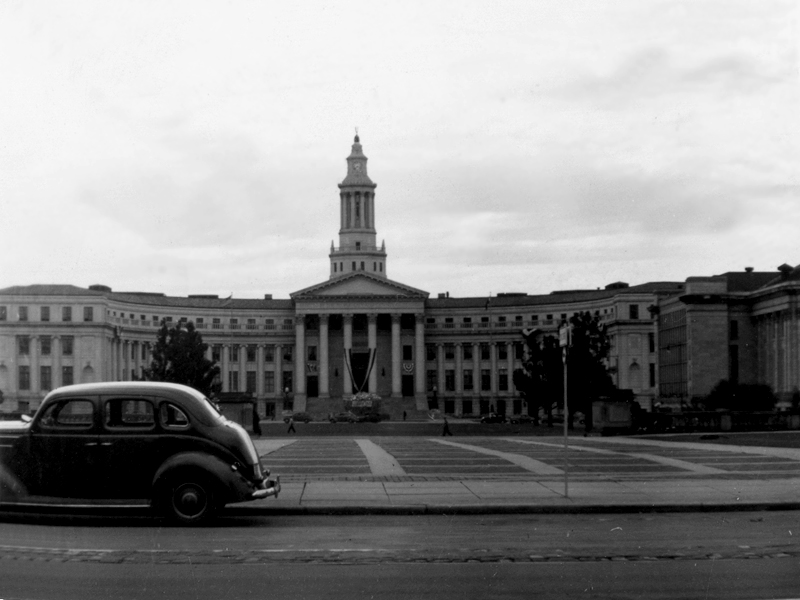
Municipio di Denver (1941)

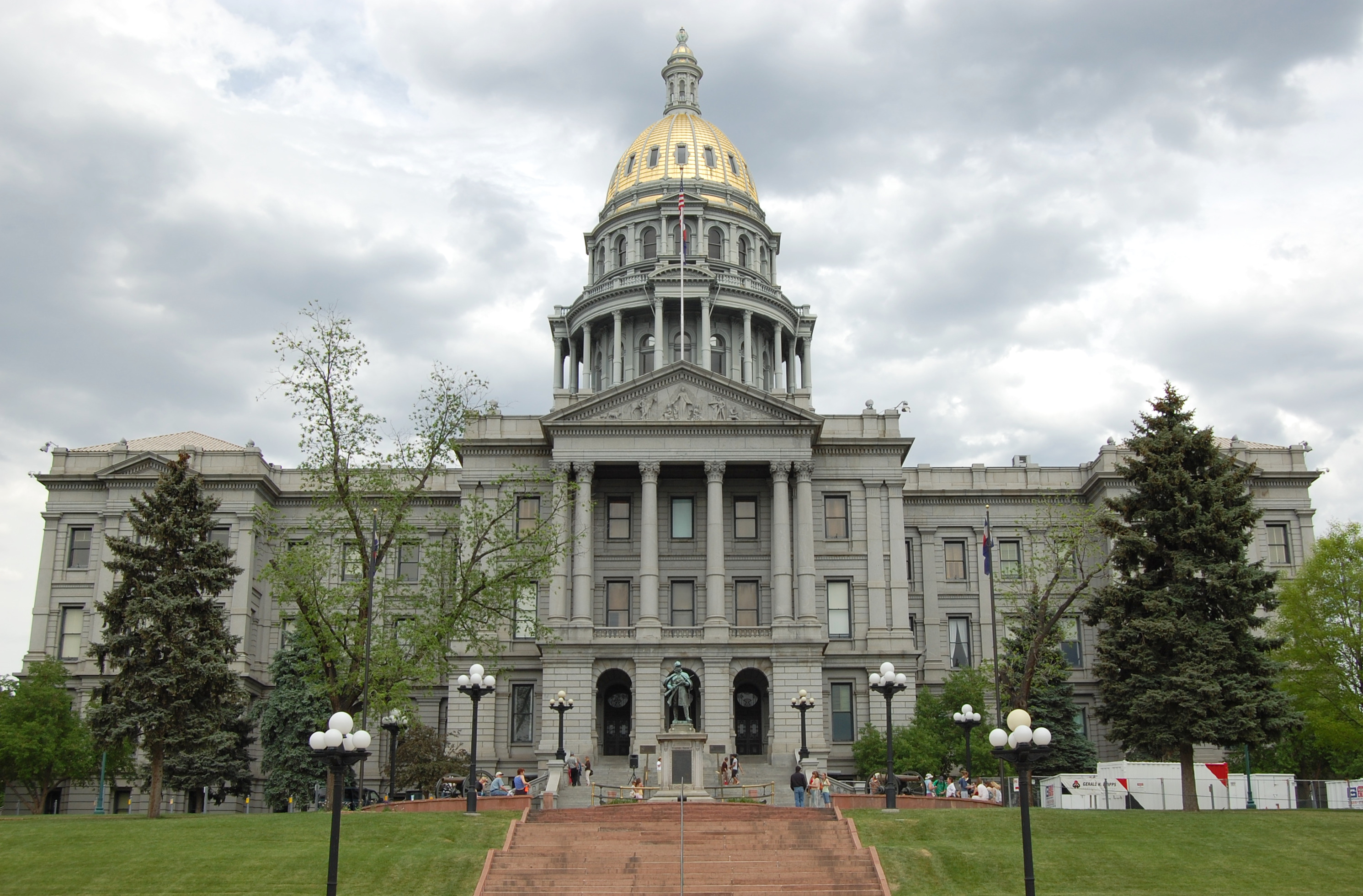
Colorado State Capitol

L'economia di Denver è, in un certo qual modo, dipendente dalla sua posizione geografica e dai collegamenti con il sistema dei trasporti statunitense.
È diventata, infatti, il centro naturale per lo stoccaggio dei beni e la fornitura dei servizi diretti ai Mountain States. Inoltre, è più o meno a metà strada tra le città del Midwest come Chicago, Indianapolis o St. Louis e quelle della West Coast, con un evidente vantaggio per la logistica e il movimento merci.
La posizione ha reso Denver un centro privilegiato anche per i servizi dell'Amministrazione Federale (l'area metropolitana di Denver ha, dopo quella di Washington, il tasso più alto di dipendenti federali). Oltre a questi si aggiungono sia coloro che hanno un impiego nell'industria aerospaziale e della difesa, in aziende come la Lockheed Martin, nonché le persone che lavorano negli uffici dello Stato.
Il Distretto Tecnologico di Denver (Denver Tech Center, DTC) è uno dei più evoluti degli Stati Uniti, dopo quelli tradizionali e ben noti della Silicon Valley in California e di Seattle.
Nel 2015 la rivista Forbes ha posizionato Denver in cima alla classifica delle migliori città dove fare carriera.

## Sport
| Major League Sports Teams | Major League Sports Teams | Major League Sports Teams             | Major League Sports Teams | Major League Sports Teams | Major League Sports Teams |
| Club                      | Lega                      | Sede                                  | Spettatori                | Titoli                    | Dal                       |
| ------------------------- | ------------------------- | ------------------------------------- | ------------------------- | ------------------------- | ------------------------- |
| Denver Broncos            | NFL                       | Empower Field at Mile High (dal 2001) | 76 125                    | 3 (1998, 1999, 2015)      | 1960                      |
| Colorado Rockies          | MLB                       | Coors Field (dal 1995)                | 50 398                    | 0                         | 1993                      |
| Denver Nuggets            | NBA                       | Ball Arena (dal 2000)                 | 17 819                    | 1 (2023)                  | 1967                      |
| Colorado Avalanche        | NHL                       | Ball Arena (dal 2000)                 | 15 444                    | 3 (1996, 2001, 2022)      | 1995                      |
| Colorado Rapids           | MLS                       | Dick's Sporting Goods Park (dal 2007) | 15 440                    | 1 (2010)                  | 1996                      |
| Colorado Mammoth          | NLL                       | Ball Arena (dal 2003)                 | 18 007                    | 2 (2006, 2022)            | 2004                      |

## Monumenti e luoghi d'interesse

### Musei

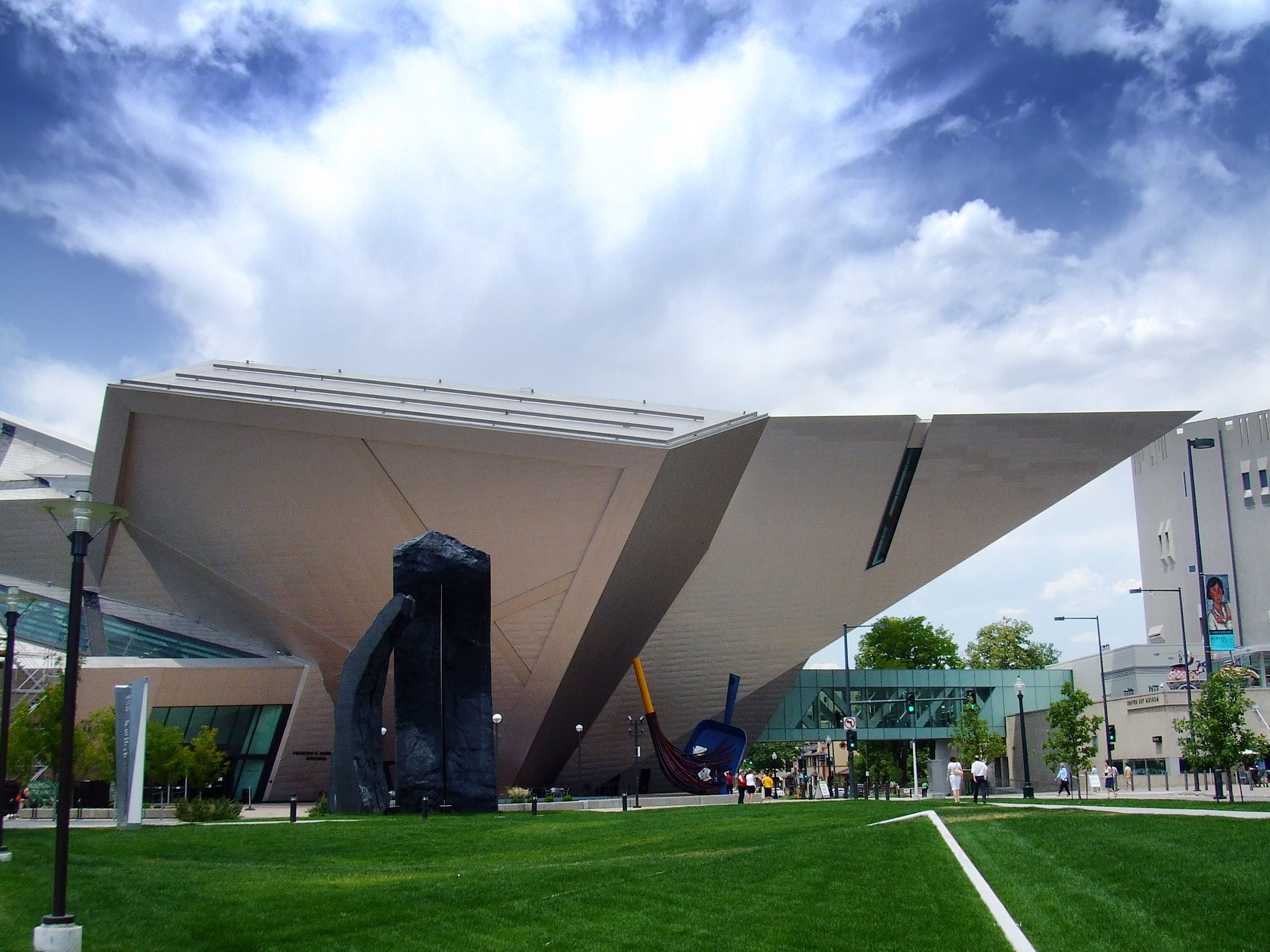
Denver Art Museum

Il museo più visitato è il Denver Art Museum, che si trova nel centro della città. Esso è famoso per le collezioni artistiche dei nativi americani.
A Denver si trova anche un museo dedicato alla storia dello Stato del Colorado e un museo di Scienza e Natura che espone, tra le altre cose, mummie egiziane e scheletri di animali preistorici.

### Parchi

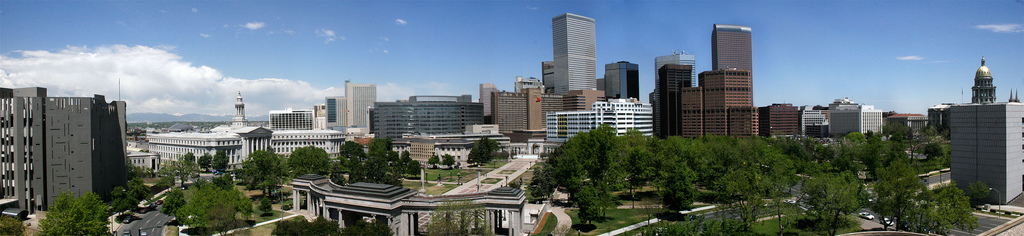
Il centro di Denver fotografato dalla Public Library

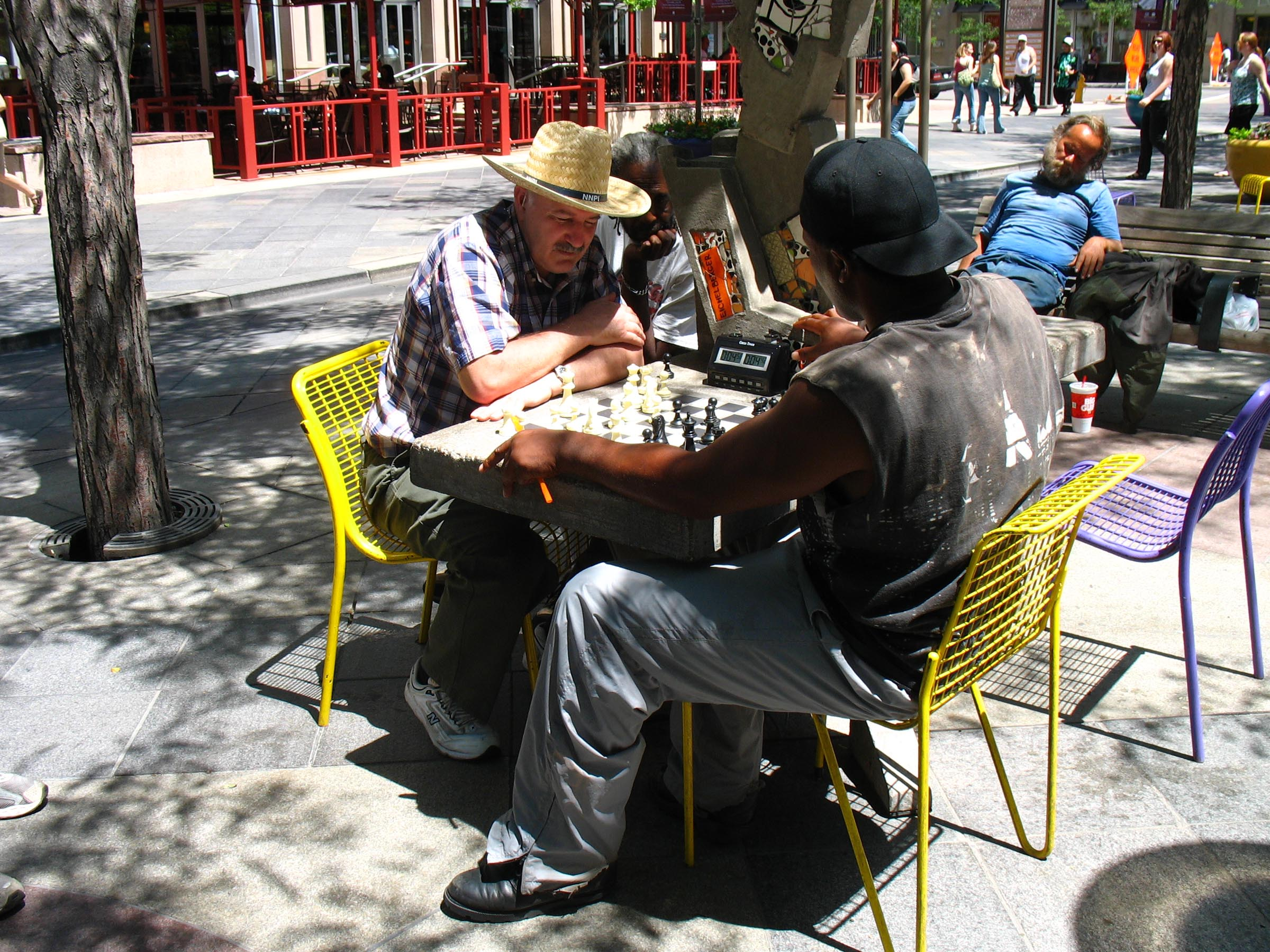
Giocatori di scacchi lungo la 16th Street Mall

Nel 2006, Denver conta oltre 200 parchi, dai piccoli mini-parchi in tutta la città fino a uno gigantesco di 314 acri (1,27 km²), il City Park. Denver ha anche 29 centri ricreativi che offrono luoghi e attività per il relax e lo svago dei residenti.
Molti dei parchi di Denver sono stati acquisiti dalle terre statali nel tardo XIX secolo e all'inizio del Novecento. Ciò ha coinciso con il movimento di abbellimento urbano City Beautiful e il sindaco di Denver Robert Speer (1904-1912 e 1916-1918) si adoperò per ampliare e abbellire molti parchi della città. Reinhard Schuetze è stato il primo architetto del paesaggio della città e ha portato il suo genio con la realizzazione di Washington Park, Cheesman Park e City Park, in rilievo rispetto agli altri. Speer si servì di Schuetze così come altri architetti del paesaggio come Frederick Law Olmsted Jr. e Saco Rienk DeBoer per progettare non solo i parchi come il Civic Center Park, ma anche molti viali della città e prati pieni di alberi. Tutto questo verde è stato alimentato con l'acqua del South Platte River deviata attraverso il canale della città.

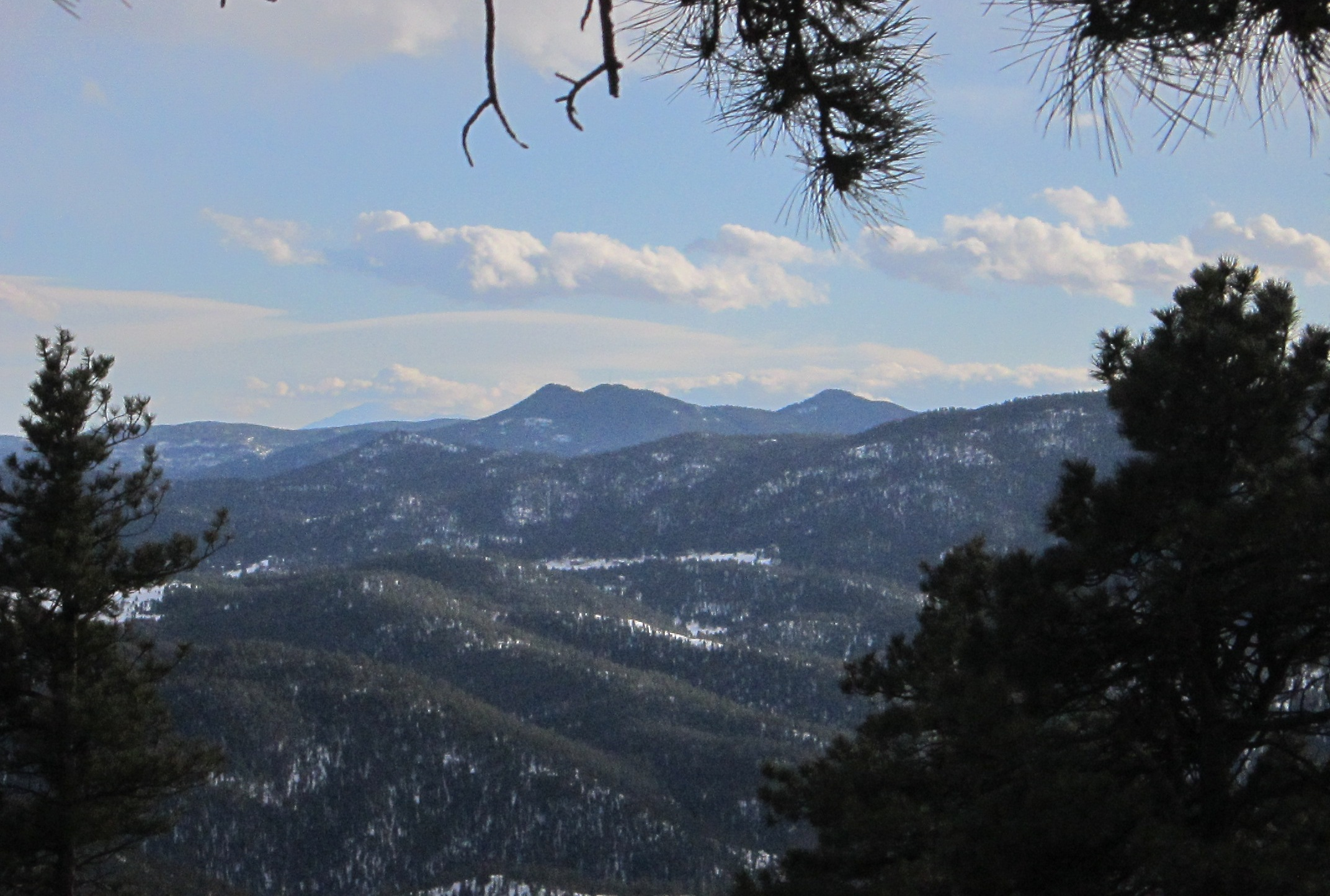
Il Genesee Park

Oltre ai parchi all'interno Denver stessa, la città ha acquistato terreni per i parchi di montagna a partire dal 1911. Nel corso degli anni, Denver ha acquisito, costruito e mantenuto circa 14 000 acri (57 km²) di parchi montani, tra cui Red Rocks Park, che è noto per il suo paesaggio e la storia musicale che ruota attorno al Red Rocks Amphitheatre. Denver possiede anche il monte sul quale la stazione sciistica Winter Park Resort è gestita dalla Grand County, 67 miglia (110 km circa) a ovest di Denver. I parchi urbani sono luoghi importanti sia per i Denverites sia per i visitatori, suscitando spesso polemiche per ogni cambiamento. Denver continua ad accrescere il suo sistema di parchi con lo sviluppo di molti nuovi parchi lungo il fiume Platte attraverso la città, e con Central Park e Lake Bluff Nature Center nel quartiere di Stapleton. Tutti questi parchi sono importanti luoghi di aggregazione per i residenti e hanno fatto sì che la pianura asciutta di un tempo si sia trasformata in una rigogliosa, verde e attiva. Denver è anche sede di una vasta rete di orti comunitari pubblici, la maggior parte dei quali sono gestiti da Denver Urban Gardens, un'organizzazione non-profit.

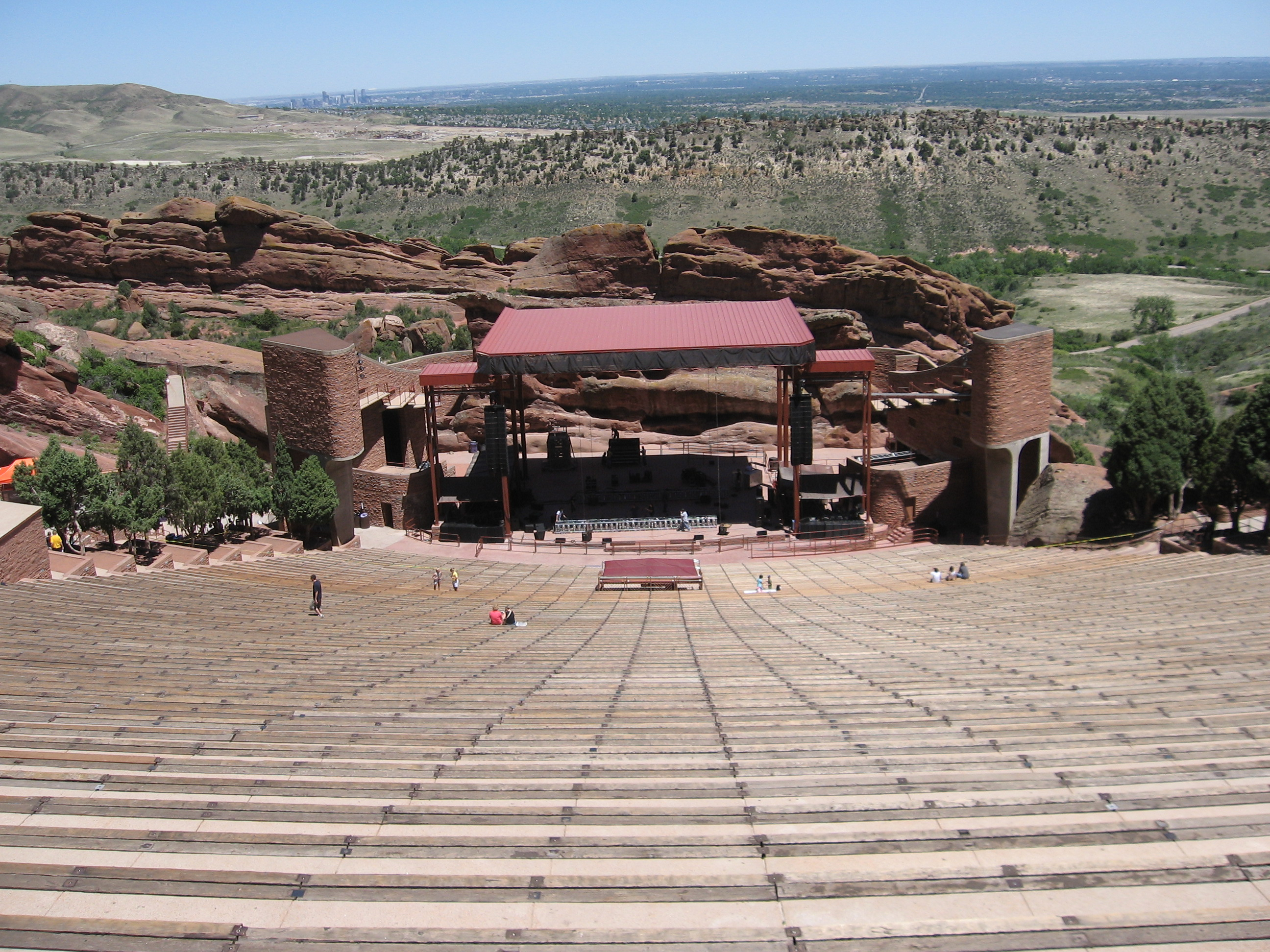
Il Red Rocks Amphitheater

Dal 1974, Denver e le giurisdizioni circostanti hanno riabilitato il South Platte River urbano e alcuni dei suoi affluenti per uso ricreativo da escursionisti e ciclisti. Il tratto principale della South Platte River Greenway corre lungo il South Platte da Chatfield Reservoir 35 miglia (56 chilometri) verso Adams County, a nord. Il progetto Greenway è riconosciuto come uno dei migliori progetti di bonifica urbana negli Stati Uniti, vincendo, ad esempio, la medaglia d'argento Rudy Bruner Award for Urban Excellence nel 2001.
Nella sua classifica 2013 chiamata ParkScore, The Trust for Public Land, un'organizzazione nazionale per la salvaguardia del territorio, ha riferito che Denver ha il sistema di parchi che si piazza al 17º posto nella lista di quelli delle 50 più popolose città degli Stati Uniti.

### Lo Zoo e l'Acquario

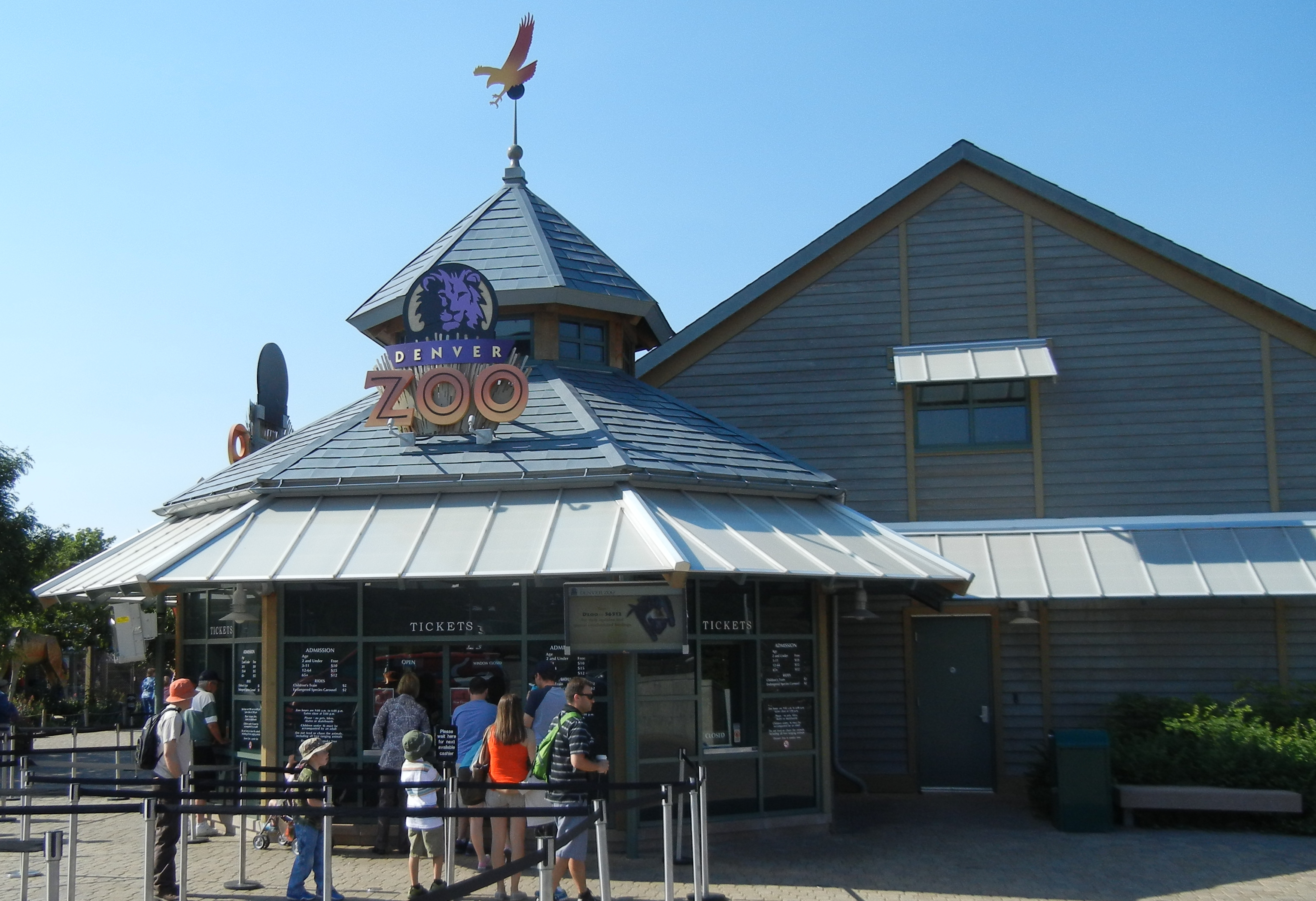
Il padiglione d'entrata dello Zoo

Lo Zoo di Denver ospita oltre 500 specie di animali in un complesso che si estende per circa 80 acri. È stato il primo zoo degli Stati Uniti a utilizzare recinti naturalistici al posto delle gabbie.
L'Acquario presente in città, chiamato "Downtown Acquarium", possiede circa 500 specie diverse ma si concentra soprattutto sulla conservazione di 12 specie di pesci, 6 di rettili, 2 di mammiferi e 2 di uccelli a rischio estinzione.

## Cultura

### Istruzione

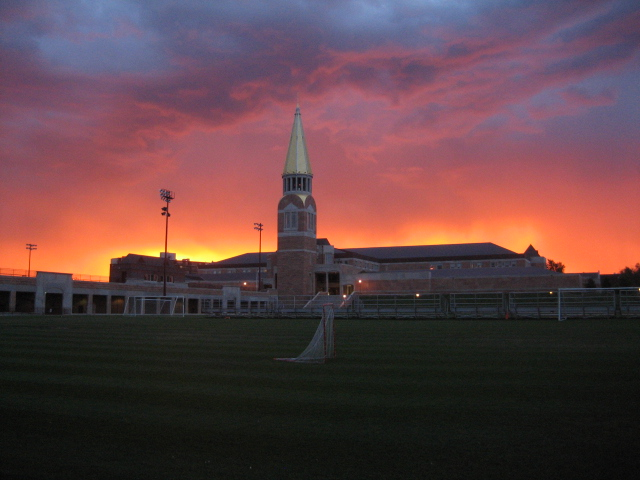
University of Denver

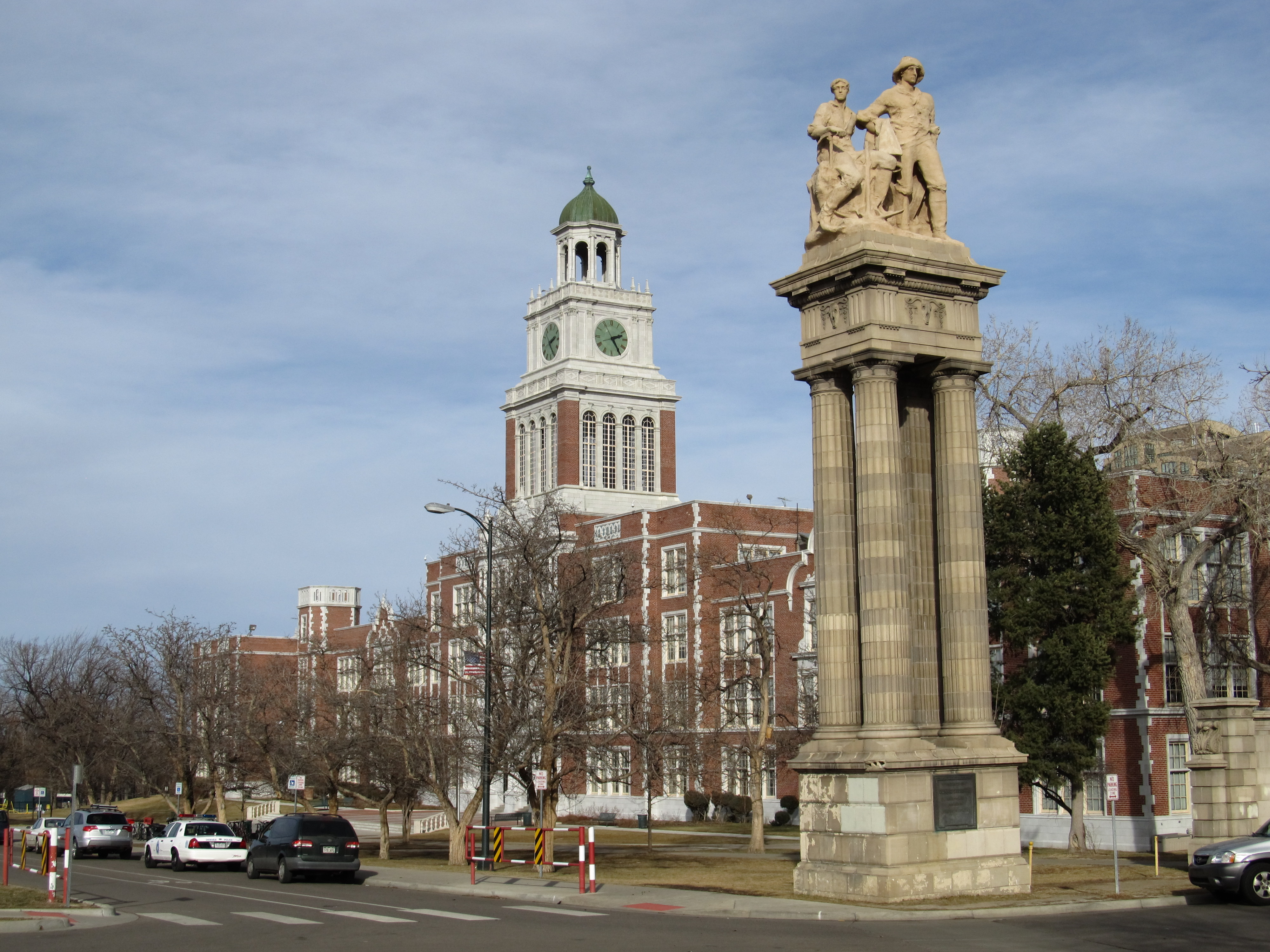
Denver East High School

Le scuole pubbliche di Denver (Denver Public Schools abbreviato in DPS) si occupano della formazione di circa 73 000 studenti distribuiti in 73 scuole elementari, 17 scuole medie, 14 scuole superiori e 19 charter schools. Il primo istituto, divenuto poi il nucleo centrale dell'odierno DPS, fu una scuola che aprì nel 1859 all'angolo della 12ª Strada tra Market Street e Larimer Street. Sebbene i confini del distretto coincidano con i confini della città, il sistema scolastico di Denver copre anche alcune zone con indirizzi postali al di fuori del nucleo urbano. Una peculiarità del DPS consiste nella possibilità per gli studenti di intraprendere un percorso di studi in college o università con programmi piuttosto diversificati. L'ambito "Campus Auraria" è formato da tre principali istituti: University of Colorado Denver, Metropolitan State University di Denver e Community College di Denver. L'Università privata di Denver è stata il primo istituto di istruzione superiore in città ed è stata fondata nel 1864. A Denver, nella University of Colorado School of Medicine, il chirurgo Thomas E. Starzl eseguì nel 1963 il primo trapianto di fegato umano.

## Infrastrutture e trasporti

### Strade della città

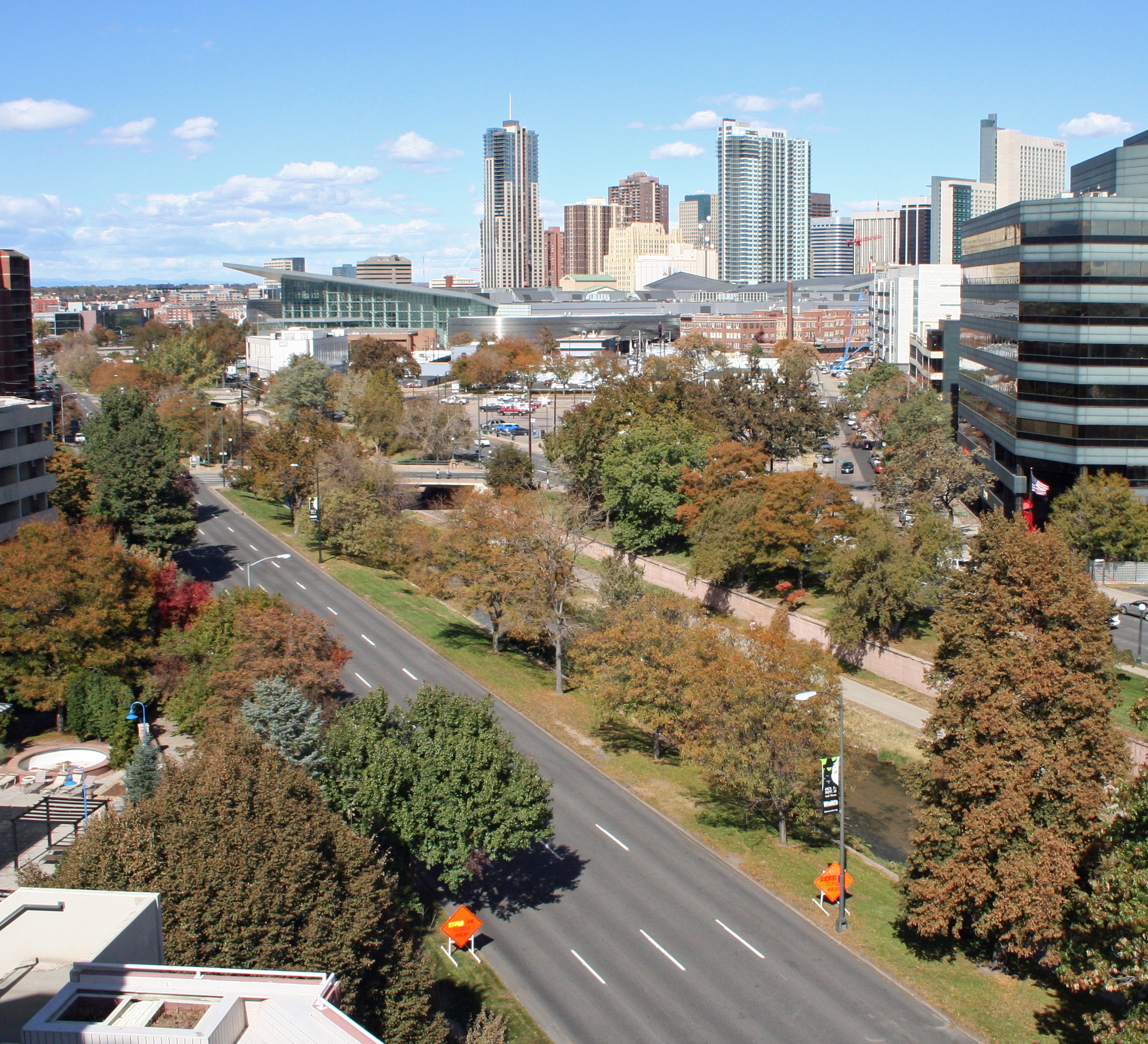
Speer Boulevard

La maggior parte di Denver ha una pianta a scacchiera semplice e orientata verso le quattro direzioni cardinali. I blocchi vengono di solito identificati in centinaia dalle strade mediane, definite come "00", che sono Broadway (la mediana est-ovest, in direzione nord-sud) ed Ellsworth Avenue (la mediana nord-sud, est-ovest). Colfax Avenue, la principale arteria est-ovest attraverso Denver, è di 15 blocchi (1500) a nord della mediana. Le strade (avenues) a nord di Ellsworth sono numerate (con l'eccezione di Colfax Avenue e molti altri, come Martin Luther King, Jr. Blvd e Montview Blvd.), mentre i viali a sud di Ellsworth hanno un nome proprio.

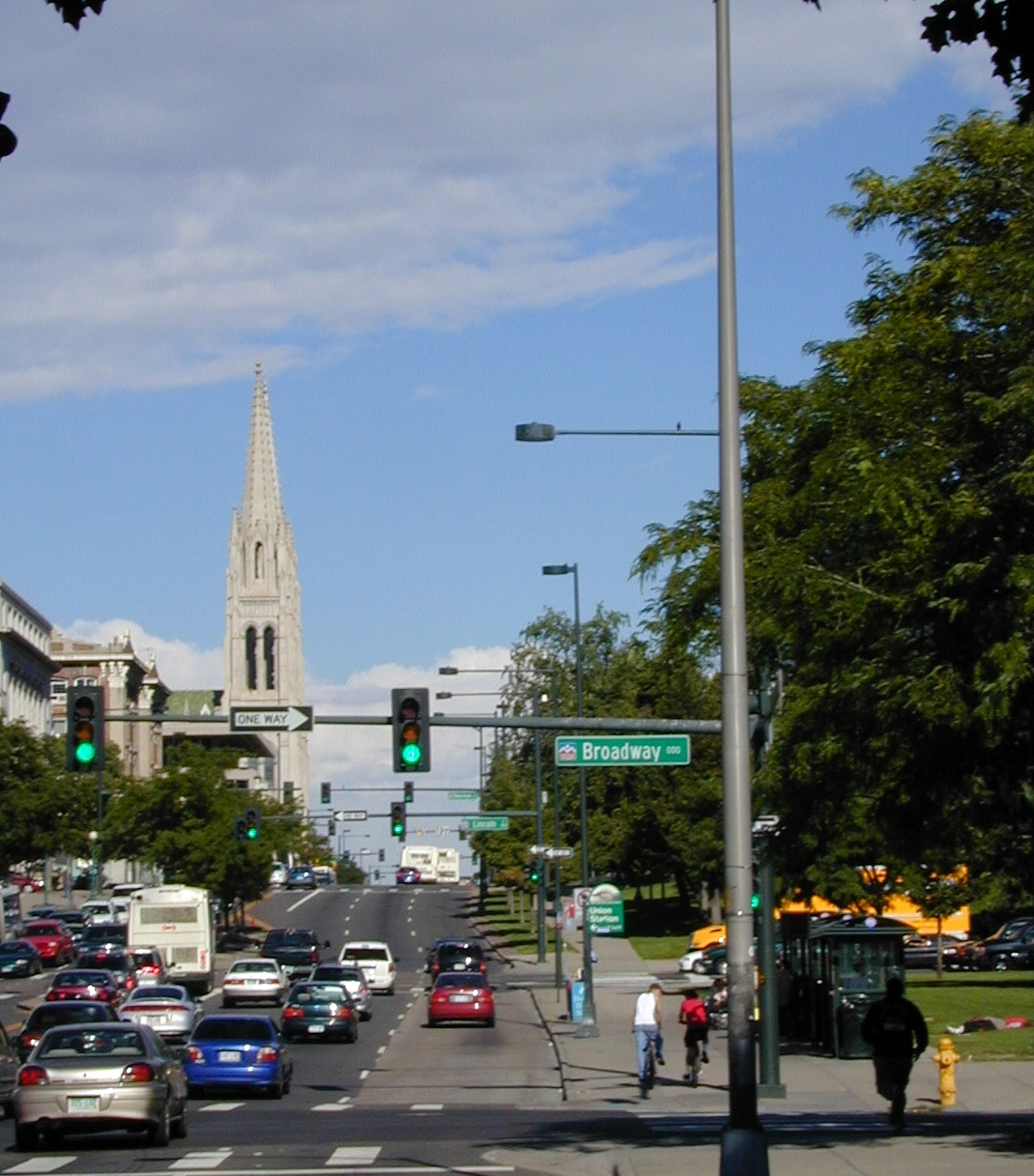
Colfax Avenue

C'è anche una vecchia pianta a scacchiera per il centro cittadino che è stata progettata per essere parallela alla confluenza dei fiumi South Platte e Cherry Creek. La maggior parte delle strade del centro e in LoDo vanno da nord-est a sud-ovest e da nord-ovest a sud-est. Questo sistema ha un vantaggio (all'inizio non pianificato) per la rimozione della neve: se le strade fossero state distribuite secondo una normale griglia di N-S/E-O, solo le strade N-S avrebbero ricevuto la luce del sole. Con la griglia orientata alle diagonali, le strade NO-SE ricevono la luce del sole per sciogliere la neve al mattino e le strade NE-SO la ricevono nel pomeriggio. Questa idea è stata di Henry Brown fondatore del Brown Palace Hotel. Dall'altra parte della strada rispetto a tale albergo, vi è una targa che onora questa idea. Le strade NO-SE sono numerate, mentre le strade NE-SO hanno un nome proprio. Le strade con un nome incominciano all'incrocio di Colfax Avenue e Broadway intorno a Cheyenne Place. Le strade numerate incominciano sotto la Colfax e la Interstatale 25. Ci sono 27 strade denominate e 44 numerate su questa griglia. Ci sono anche alcune tracce del vecchio sistema di griglie, come Park Avenue, Morrison Road e Speer Boulevard. Larimer Street, che prende il nome da William Larimer Jr., fondatore di Denver, si trova nel cuore del LoDo ed è la più antica strada di Denver.
Tutte le strade nella rete centrale presentano delle abitazioni (ad es. 16th Street, Stout Street). Strade al di fuori di tale sistema che viaggiano verso est/ovest riportano il suffisso "viale" (avenue) e quelle che vanno dritte a nord e a sud presentano il suffisso "strada" (street, come Lincoln Street). I boulevard sono strade di maggiore capacità e viaggiano in ogni direzione (più comunemente nord e sud). Le strade più piccole sono a volte indicate come luoghi, unità (anche se non tutte le unità sono strade di capacità inferiore, alcuni sono grandi arterie) o vicoli. La maggior parte delle strade al di fuori della zona tra Broadway e Colorado Boulevard è organizzata in ordine alfabetico dal centro della città.

### Bicicletta
Molte strade di Denver hanno piste ciclabili e ce ne sono oltre 850 miglia pavimentate e fuoristrada nei parchi Denver e lungo corsi d'acqua come il Cherry Creek e il South Platte. Questo permette a una porzione significativa della popolazione di Denver di essere pendolare in bicicletta e ha portato la città a essere molto accogliente per i ciclisti. Oltre alle numerose piste ciclabili, alla fine del 2010 Denver ha lanciato B-Cycle, un programma di condivisione di biciclette in tutta la città. La rete B-Cycle è stata la più grande negli Stati Uniti al momento del suo lancio e vanta oltre 400 biciclette. Con l'acquisizione di nuove concessioni, il programma ha continuato a espandersi ogni anno, aggiungendo decine di nuove stazioni, centinaia di biciclette, ecc. Secondo i dati del 2011 American Community Survey, Denver si trova al 6º posto tra le città degli Stati Uniti (con oltre 400 000 abitanti) in base alla percentuale di pendolari in bicicletta.
La Lega dei Ciclisti Americani ha valutato il Colorado come il secondo Stato più bicycle-friendly ("adatto alle bici") del paese. Ciò è dovuto in gran parte al fatto che città come Boulder, Fort Collins e Denver pongono l'accento sulla legislazione, i programmi e gli sviluppi delle infrastrutture che promuovono la bicicletta come mezzo di trasporto. Walk Score ha valutato Denver come la terza città più bicycle-friendly degli Stati Uniti.

### Camminare
Uno studio statunitense (Walk Score) del 2011 ha classificato Denver come la 16° delle metropoli americane più facili da percorrere a piedi.

### Autostrade (highways) e autostrade senza pedaggio (freeways)
Denver è principalmente servita da due autostrade senza pedaggio (in inglese freeways) chiamate Interstatale 25 e Interstatale 70. L'intersezione delle due autostrade viene chiamata dalla gente del posto the mousetrap ("la trappola per topi"), poiché quando viene ammirata dall'alto, tale congiunzione e i veicoli che la percorrono ricordano una gigantesca trappola per topi. Di seguito ecco un elenco delle principali strade che attraversano o servono Denver:
- Interstatale 25: va da nord a sud, dal New Mexico attraverso Denver fino al Wyoming
- Interstatale 225: attraversa la vicina città di Aurora. I-225 fu progettata per collegare Aurora con la Interstatale 25 all'angolo sudest di Denver e con la Interstatale 70.
- Interstatale 70: va da est a ovest dallo Utah fino al Maryland.
- Interstatale 270: va simultaneamente con la US 36 da un interscambio con la Interstatale 70 a nordest di Denver fino a un interscambio con la Interstatale 25 a nord di Denver. L'autostrada senza pedaggio continua come US 36 a cominciare dallo scambio con la Interstatale 25.
- Interstatale 76: comincia dalla I-70 a est della città e nei pressi di Arvada. Interseca la I-25 a nord della città e percorre parte del Nebraska, dove termina nella I-80.
- US 6: segue l'allineamento della 6th Avenue a ovest della I-25 e unisce il centro di Denver con i sobborghi urbani a ovest di Golden e Lakewood. Prosegue a ovest attraverso lo Utah e il Nevada fino a Bishop, in California. A ovest raggiunge Cape Cod, in Massachusetts.
- US 36: collega Denver a Boulder e al Rocky Mountain National Park. A est giunge in Ohio, dopo aver attraversato altri quattro stati.
- State Highway 470 (C-470, SH 470): è la porzione sudoccidentale della circonvallazione della zona metropolitana di Denver. Originariamente progettata come Interstatale 470 nel 1960, il progetto della tangenziale è stato criticato per ragioni di impatto ambientale e la tangenziale interstatale non è mai stata costruita.

### Trasporto pubblico

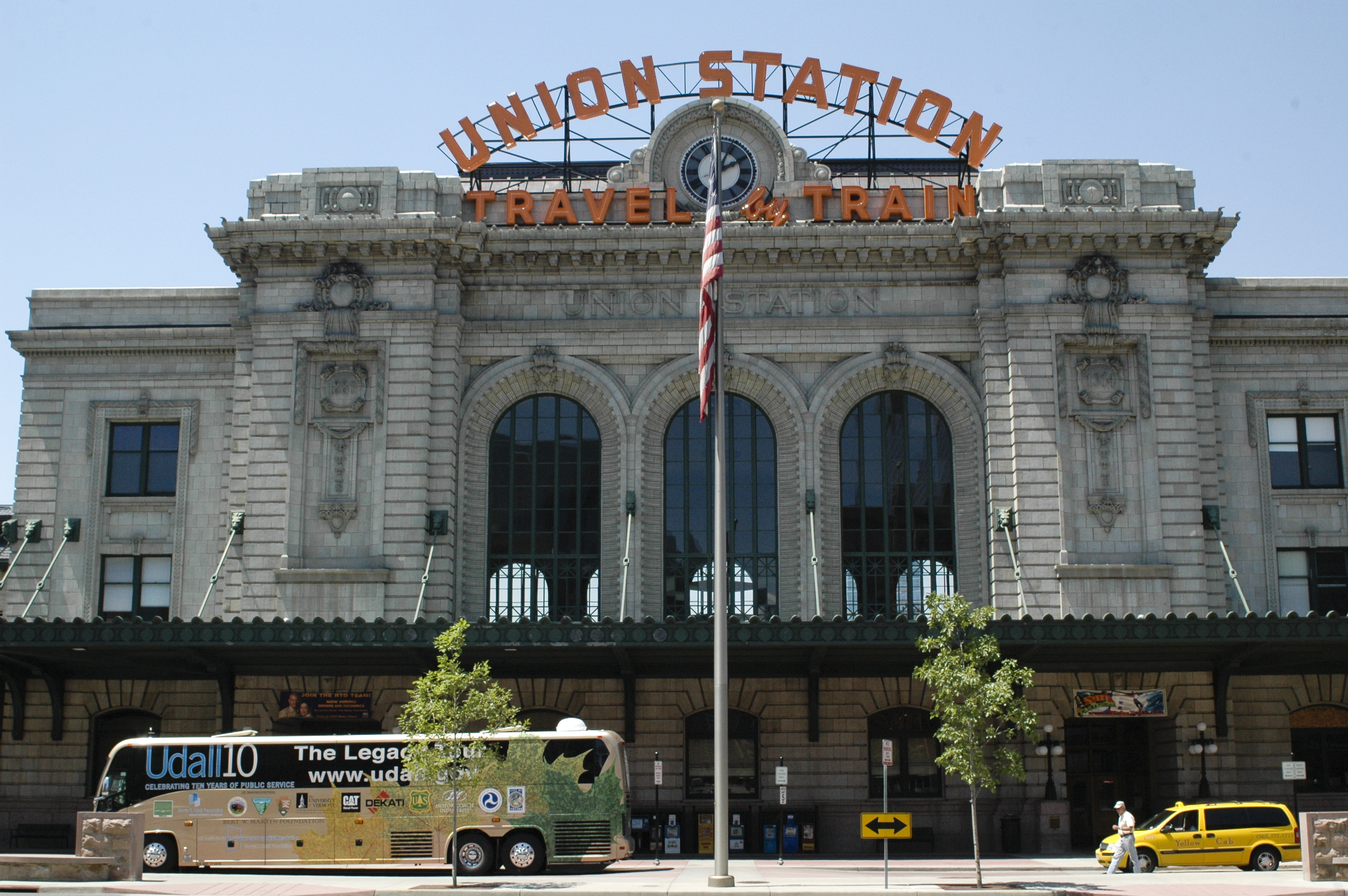
La Union Station

Il trasporto di massa in tutta l'area metropolitana di Denver è gestito e coordinato dal Regional Transportation District (RTD). L'RTD gestisce più di 1 000 autobus che servono oltre 10 000 fermate in 38 giurisdizioni municipali in otto contee intorno alle aree metropolitane di Denver e Boulder. Inoltre, l'RTD gestisce otto linee di tram, (C, D, E, F, H, L, R e W) per un totale di 96,7 km e 57 stazioni, e quattro linee ferroviarie suburbane (A, B, G e N). La linea W, o linea West, è stata inaugurata nell'aprile 2013. La RTD sta espandendo il binario attraverso Aurora lungo la I-225 e la costruzione di una linea pendolare lungo la I-70 per il collegamento del centro con Stapleton e l'Aeroporto internazionale di Denver.
Greyhound Lines, l'operatore di autobus interurbani statunitense, ha un importante fulcro a Denver, con percorsi verso New York City, Portland, Reno, Las Vegas e il loro quartier generale, Dallas. La filiale Autobuses Americanos fornisce il servizio per El Paso. Black Hills Trailways e Burlington Trailways forniscono un servizio a Billings, Omaha, Indianapolis e Alamosa. La più lunga linea di autobus interurbani negli Stati Uniti ha un capolinea a Denver, lungo la tratta New York-Denver della Greyhound.
Le tratte di autobus interurbane che arrivano o partono da Denver includono:
- Denver-New York
- Denver-Portland
- Denver-Reno
- Denver-Las Vegas
- Denver-Dallas
- Denver-El Paso
- Denver-Alamosa
- Denver-Omaha
- Denver-Billings (di giorno)
- Denver-Billings (durante la notte).

Si noti che Black Hills Trailways gestisce due diversi percorsi da Denver a Billings, uno di giorno e l'altro durante la notte.

### Aeroporti

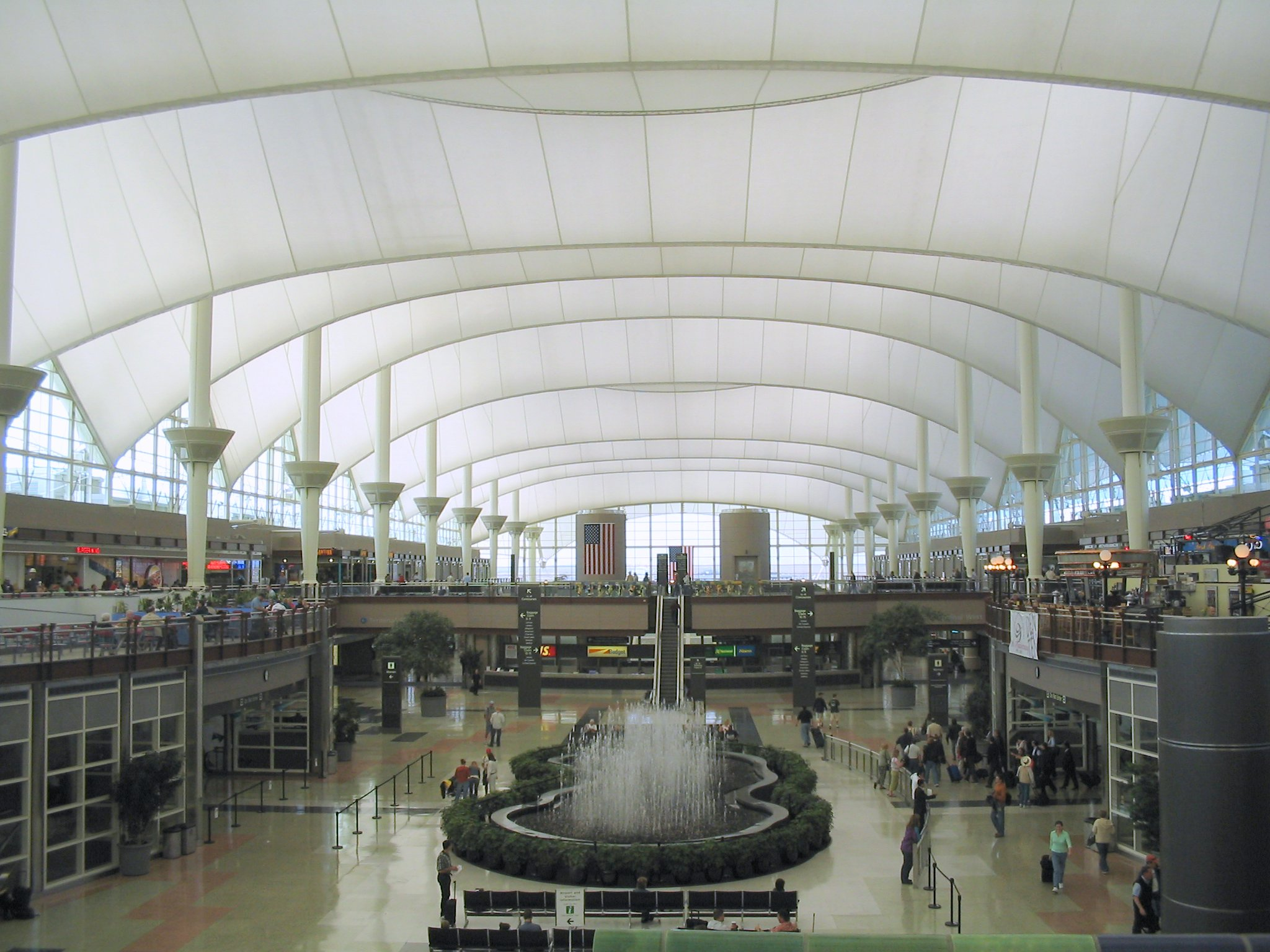
Uno dei terminal del DIA.

Il Denver International Airport (meglio noto tramite l'abbreviazione DIA) è il più grande degli Stati Uniti e funziona da aeroporto primario per l'intera e vasta regione che circonda Denver. L'aeroporto DIA si trova a circa 30 km a nordest di Denver ed è il ventesimo aeroporto più trafficato al mondo, classificato 5 nella lista dei più trafficati aeroporti degli Stati Uniti, con una media di 64 494 613 passeggeri nel corso del 2018. Copre un'area di 137,3 km², più grande di Manhattan. Denver è uno dei principali centri di smistamento voli per la United Airlines ed è la sede della Frontier Airlines.
Tre aeroporti di aviazione generici servono l'area di Denver: il Rocky Mountain Metropolitan Airport, a circa 22 km dalla città, il Centennial Airport e il Front Range Airport.
In passato, Denver è stata la sede di molti altri aeroporti che non sono più operativi, come lo Stapleton International Airport, chiuso nel 1995 e sostituito dal DIA. Vi era anche una base di aviazione militare, chiusa nel 1994 nonostante le ultime operazioni abbiano avuto luogo nel 1966.

## Amministrazione

### Gemellaggi
Denver è gemellata con le seguenti città:
- Brest, dal 1948
- Takayama, dal 1960
- Nairobi, dal 1975
- Karmiel, dal 1977
- Potenza, dal 1983
- Cuernavaca, dal 1983
- Chennai, dal 1984
- Kunming, dal 1985
- Axum, dal 1995
- Ulan Bator, dal 2001